# Cal Crutchlow

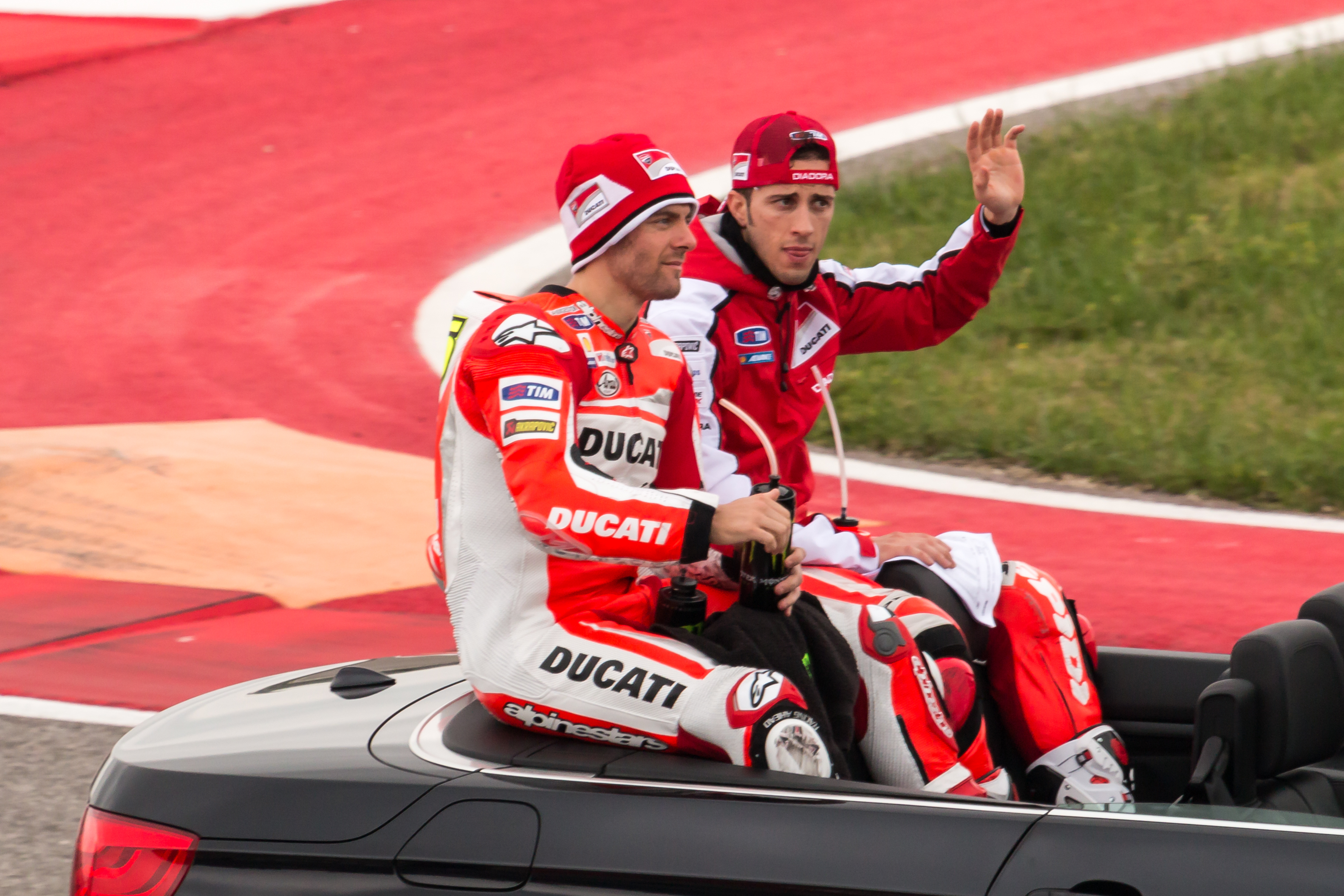
Cal Crutchlow avec Andrea Dovizioso au Grand Prix des Amériques 2014.

Calvin « Cal » Crutchlow, né le 29 octobre 1985 à Coventry (Grande-Bretagne) est un pilote de Grand Prix moto.
Lauréat du championnat Supersport en 2009 puis cinquième de celui de Superbike la saison suivante, il défend en 2011 les couleurs du Team Tech 3 Yamaha en MotoGP puis celles du team Honda LCR aux côtés de Takaaki Nakagami.
Le 13 Novembre 2020, Cal Crutchlow annonce sa retraite en tant que pilote titulaire, il sera désormais pilote d'essais pour Yamaha Factory Racing.

## Biographie

### Les débuts
Cal remporte le UK Junior Challenge en 1999 et l'Aprilia RS125 Challenge en 2001. Ensuite, il débute au championnat britannique où il devient champion de Grande-Bretagne Supersport en 2006. En même temps, il participe à quelques wild cards (pilote invité) en championnat du monde Supersport où il termine dixième à Brands Hatch en 2005 et cinquième sur le même circuit en 2006.

### 2007-2008: British Superbike
Cal Crutchlow débarque par la suite dans le très relevé Bristish Superbike dans l'équipe Rizla Suzuki managée par Paul Denning qui dirige aussi l'équipe Suzuki en MotoGP. Il obtient sa première pole sur le circuit de Croft, décroche son premier podium à Brands Hatch. Il termine sa première saison en British Superbike à la neuvième place et rejoint pour la saison suivante l'équipe HM Plant Honda. En 2008, il remporte sa première course à Thruxton et termine la saison 2008 à la troisième place. Avec ses bons résultats en British Superbike, Cal Crutchlow obtient deux wild cards pour l'épreuve d'Europe sur le Nürburgring et pour l'épreuve du Portugal sur le nouveau circuit de Portimão. À la surprise générale, le britannique termine deuxième de la course 2 du Grand Prix d'Europe derrière Ryuichi Kiyonari.

### 2009: Championnat du monde Supersport
L'équipe Yamaha World Supersport l'embauche pour une saison complète en championnat du monde Supersport aux côtés de Fabien Foret. Dès le début de la saison, il se montre très rapide. Il termine quatrième à Phillip Island, troisième à Doha et décroche sa première victoire sur le circuit de Valence en Espagne. Très vite, il prend le dessus sur son équipier Fabien Foret et sur ses autres adversaires qui sont le turc Kenan Sofuoğlu et l'irlandais Eugene Laverty. Avec cinq victoires, trois deuxième place et deux troisième place, il devient champion du monde Supersport avec Yamaha et met fin à une série de sept titres pilote obtenu par l'écurie Honda Ten Kate.

### 2010: Championnat du monde Superbike
Cal Crutchlow accède ensuite en championnat du monde Superbike dans l'équipe officielle Yamaha où il a la lourde tâche de remplacer Ben Spies, parti en MotoGP. D'autant plus qu'aucun pilote champion du monde en Supersport n'a jamais été champion du monde en Superbike. Après un début de saison difficile, il décroche ses premières pole positions et son premier podium à Portimão. Il décroche sa première victoire en Superbike lors de la course 1 à Silverstone et remportera aussi la course 2 sur le même circuit et une autre victoire sur le circuit de Magny-Cours. Il termine la saison à la cinquième place et semblait parti pour être le favori pour la saison 2011. Mais l'équipe française Monster Yamaha Tech 3 a perdu Ben Spies qui est allé dans l'équipe officielle et propose un contrat en MotoGP pour le britannique.

### 2011: Arrivé en Moto GP

#### 2011-2013: Début chez Tech3
Cal Crutchlow arrive dans le championnat du monde MotoGP 2011 avec l'équipe Tech 3, avec laquelle il restera pendant 3 ans.

#### 2014: Une saison chez Ducati
Pour la saison 2014 le britannique s'engagera avec Ducati au côté d'Andrea Dovizioso.

#### Depuis 2015: Chez LCR Team
En 2015, il intègre le team LCR Honda de Lucio Cecchinello.
En 2015, il signe un podium en Argentine. Mais c'est en 2016 qu'il réalise une de ses meilleures saisons en moto GP, il remporte sa première victoire dans la catégorie reine, lors du Grand Prix de République tchèque, Brno. Cette même année, il remporte le Grand Prix d'Australie à Phillip Island. Par la suite, il signe plusieurs podiums et une victoire en 2018 lors du Grand Prix d'Argentine.

## Carrière en Grand Prix moto

### Par saison
(Mise à jour après le Grand Prix moto de Styrie 2021)
| Année | Cat.       | Équipe                                                                            | Moto   | GP  | Vict. | Podiums | Poles | Meilleurs tours | Points | Position                                    |
| ----- | ---------- | --------------------------------------------------------------------------------- | ------ | --- | ----- | ------- | ----- | --------------- | ------ | ------------------------------------------- |
| 2005  | Supersport | [[Northpoint Ekerold Honda (wild card)\|]] Northpoint Ekerold Honda (wild card)   | Honda  | 1   | 0     | 0       | 0     | 0               | 6      | 27e                                         |
| 2006  | Supersport | [[Northpoint Eckerold Honda (wild card)\|]] Northpoint Eckerold Honda (wild card) | Honda  | 1   | 0     | 0       | 0     | 0               | 11     | 29e                                         |
| 2008  | Superbike  | [[HM Plant Honda (wild card)\|]] HM Plant Honda (wild card)                       | Honda  | 4   | 0     | 1       | 0     | 0               | 27     | 23e                                         |
| 2009  | Supersport | [[Yamaha World Supersport Team\|]] Yamaha World Supersport Team                   | Yamaha | 14  | 5     | 10      | 10    | 9               | 243    | 1er                                         |
| 2010  | Superbike  | [[Yamaha Sterilgarda Team\|]] Yamaha Sterilgarda Team                             | Yamaha | 26  | 3     | 10      | 6     | 8               | 284    | 5e                                          |
| 2011  | MotoGP     | Monster Tech 3 Yamaha Team                                                        | Yamaha | 16  | 0     | 0       | 0     | 0               | 70     | 12e                                         |
| 2012  | MotoGP     | Monster Tech 3 Yamaha Team                                                        | Yamaha | 18  | 0     | 2       | 0     | 2               | 151    | 7e                                          |
| 2013  | MotoGP     | Monster Tech 3 Yamaha Team                                                        | Yamaha | 18  | 0     | 4       | 0     | 2               | 188    | 5e                                          |
| 2014  | MotoGP     | Ducati Team                                                                       | Ducati | 17  | 0     | 1       | 0     | 0               | 74     | 13e                                         |
| 2015  | MotoGP     | [[LCR Team\|]] CWM LCR Honda                                                      | Honda  | 18  | 0     | 1       | 0     | 0               | 125    | 8e                                          |
| 2016  | MotoGP     | LCR Honda                                                                         | Honda  | 18  | 2     | 4       | 2     | 3               | 141    | 6e                                          |
| 2017  | MotoGP     | LCR Honda                                                                         | Honda  | 18  | 0     | 1       | 0     | 0               | 112    | 9e                                          |
| 2018  | MotoGP     | LCR Honda                                                                         | Honda  | 15  | 1     | 3       | 1     | 0               | 148    | 7e                                          |
| 2019  | MotoGP     | LCR Honda Castrol                                                                 | Honda  | 19  | 0     | 3       | 0     | 0               | 133    | 9e                                          |
| 2020  | MotoGP     | LCR Honda Castrol                                                                 | Honda  | 11  | 0     | 0       | 0     | 0               | 32     | 18e                                         |
| 2021  | MotoGP     | Petronas Yamaha SRT                                                               | Yamaha | 2   | 0     | 0       | 0     | 0               | 0      | 27e                                         |
| 2021  | MotoGP     | Monster Energy Yamaha MotoGP                                                      | Yamaha | 2   | 0     | 0       | 0     | 0               | 0      | 27e                                         |
| 2022  | MotoGP     | Petronas Yamaha SRT                                                               | Yamaha | 4   | 0     | 0       | 0     | 0               | 6      | 25e                                         |
| Total |            |                                                                                   |        | 175 | 11    | 35      | 19    |                 | 1478   | Un titre de champion du monde de Supersport |

- *Saison en cours

### Résultats détaillés
(Mise à jour après le Grand Prix moto de la Communauté valencienne 2022)
| Année | Cat.   | Moto   | 1       | 2       | 3       | 4       | 5       | 6       | 7       | 8       | 9       | 10      | 11      | 12      | 13      | 14      | 15      | 16      | 17      | 18      | 19      | 20     | Classement | Points |
| ----- | ------ | ------ | ------- | ------- | ------- | ------- | ------- | ------- | ------- | ------- | ------- | ------- | ------- | ------- | ------- | ------- | ------- | ------- | ------- | ------- | ------- | ------ | ---------- | ------ |
| 2011  | MotoGP | Yamaha | QAT 11  | SPA 8   | POR 8   | FRA Ab. | CAT 7   | GBR DNS | NED 14  | ITA Ab. | GER 14  | USA Ab. | CZE Ab. | IND 11  | RSM 10  | ARA 9   | JPN 11  | AUS Ab. | MAL C   | VAL 4   |         |        | 12e        | 70     |
| 2012  | MotoGP | Yamaha | QAT 4   | SPA 4   | POR 5   | FRA 8   | CAT 5   | GBR 6   | NED 5   | GER 8   | ITA 6   | USA 5   | IND Ab. | CZE 3   | RSM Ab. | ARA 4   | JPN Ab. | MAL Ab. | AUS 3   | VAL Ab. |         |        | 7e         | 151    |
| 2013  | MotoGP | Yamaha | QAT 5   | AME 4   | ESP 5   | FRA 2   | ITA 3   | CAT Ab. | NED 3   | ALL 2   | USA 7   | IND 5   | CZE 17  | GBR 7   | RSM 6   | ARA 6   | MAL 6   | AUS 4   | JPN 7   | VAL Ab. |         |        | 5e         | 188    |
| 2014  | MotoGP | Ducati | QAT 6   | AME Ab. | ARG     | SPA Ab. | FRA 11  | ITA Ab. | CAT Ab. | NED 9   | GER 10  | IND 8   | CZE Ab. | GBR 12  | RSM 9   | ARA 3   | JPN Ab. | AUS Ab. | MAL Ab. | VAL 5   |         |        | 13e        | 74     |
| 2015  | MotoGP | Honda  | QAT 7   | AME 7   | ARG 3   | ESP 4   | FRA Ab. | ITA Ab. | CAT Ab. | NED 6   | GER 7   | IND 8   | CZE Ab. | GBR Ab. | RSM 11  | ARA 7   | JPN 6   | AUS 7   | MAL 5   | VAL 9   |         |        | 8e         | 125    |
| 2016  | MotoGP | Honda  | QAT Ab. | ARG Ab. | AME 17  | SPA 11  | FRA Ab. | ITA 11  | CAT 6   | NED Ab. | GER 2   | AUT 15  | CZE 1   | GBR 2   | RSM 8   | ARA 5   | JPN 5   | AUS 1   | MAL Ab. | VAL Ab. |         |        | 7e         | 141    |
| 2017  | MotoGP | Honda  | QAT Ab. | ARG 3   | AME 4   | SPA Ab. | FRA 5   | ITA Ab. | CAT 11  | NED 4   | GER 10  | CZE 5   | AUT 15  | GBR 4   | RSM 13  | ARA Ab. | JPN Ab. | AUS 5   | MAL 15  | VAL 8   |         |        | 9e         | 112    |
| 2018  | MotoGP | Honda  | QAT 4   | ARG 1   | AME 19  | SPA Ab. | FRA 8   | ITA 6   | CAT 4   | NED 6   | GER Ab. | CZE 5   | AUT 4   | GBR C   | RSM 3   | ARA Ab. | THA 7   | JPN 2   | AUS DNS | MAL INJ | VAL INJ |        | 7e         | 148    |
| 2019  | MotoGP | Honda  | QAT 3   | ARG 12  | AME Ab. | SPA 8   | FRA 9   | ITA 8   | CAT Ab. | NED 7   | GER 3   | CZE 5   | AUT Ab. | GBR 6   | RSM Ab. | ARA 6   | THA 12  | JPN 5   | AUS 2   | MAL Ab. | VAL Ab. |        | 9e         | 133    |
| 2020  | MotoGP | Honda  | SPA DNS | ANC 13  | CZE 13  | AUT 15  | STY 17  | RSM INJ | EMR INJ | CAT 10  | FRA Ab. | ARA 8   | TER 11  | EUR Ab. | VAL 13  | POR 13  |         |         |         |         |         |        | 18e        | 32     |
| 2021  | MotoGP | Yamaha | QAT     | DOH     | POR     | SPA     | FRA     | ITA     | CAT     | GER     | NED     | STY 17  | AUT 17  | GBR 17  | ARA 16  | RSM     | AME     | EMR     | ALG     | VAL     |         |        | 28e        | 0      |
| 2022  | MotoGP | Yamaha | QAT     | IND     | ARG     | AME     | POR     | ESP     | FRA     | ITA     | CAT     | GER     | NED     | GBR     | AUT     | RSM     | ARA 14  | JPN 15  | THA 19  | AUS 13  | MAL 12  | VAL 16 | 25e        | 10     |

Système d’attribution des points
| Position | 1er | 2e | 3e | 4e | 5e | 6e | 7e | 8e | 9e | 10e | 11e | 12e | 13e | 14e | 15e |
| Points   | 25  | 20 | 16 | 13 | 11 | 10 | 9  | 8  | 7  | 6   | 5   | 4   | 3   | 2   | 1   |

| \| Couleur \| Résultat \| \| ------- \| ---------------------------- \| \| Or \| Vainqueur \| \| Argent \| 2e place \| \| Bronze \| 3e place \| \| Vert \| Terminé, dans les points \| \| Bleu \| Terminé, pas dans les points \| \| Violet \| Abandon (Ab.) ou (Ret) \| \| Violet \| Non classé (NC) \| \| Rouge \| Pas qualifié (DNQ) \| \| Noir \| Disqualifié (DSQ) \| \| Blanc \| Pas au départ (DNS) \| \| Blanc \| Forfait (WD) \| \| Blanc \| N'a pas participé (DNP) \| \| Blanc \| Blessé (INJ) \| \| Blanc \| Exclu (EX) \| \| Blanc \| Course annulée (C) \| Gras - Pole position Italiques - Meilleur tour en course |                              |
| Couleur | Résultat                     |
| Or | Vainqueur                    |
| Argent | 2e place                     |
| Bronze | 3e place                     |
| Vert | Terminé, dans les points     |
| Bleu | Terminé, pas dans les points |
| Violet | Abandon (Ab.) ou (Ret)       |
| Violet | Non classé (NC)              |
| Rouge | Pas qualifié (DNQ)           |
| Noir | Disqualifié (DSQ)            |
| Blanc | Pas au départ (DNS)          |
| Blanc | Forfait (WD)                 |
| Blanc | N'a pas participé (DNP)      |
| Blanc | Blessé (INJ)                 |
| Blanc | Exclu (EX)                   |
| Blanc | Course annulée (C)           |

### Victoires en MotoGP: 3
| Année | Lieu du Grand Prix                    | Circuit                       | Ville               |
| ----- | ------------------------------------- | ----------------------------- | ------------------- |
| 2016  | Grand Prix moto de République Tchèque | Circuit de Masaryk            | Brno                |
| 2016  | Grand Prix moto d'Australie           | Circuit de Phillip Island     | Phillip Island      |
| 2018  | Grand Prix moto d'Argentine           | Autódromo Termas de Río Hondo | Termas de Río Hondo |